# Alcázar del Rey Don Pedro
El Alcázar del Rey Don Pedro es el Alcázar Real de Carmona. Se denomina oficialmente al conjunto Alcázar de Arriba y Puerta de Marchena. Otra denominación es Alcázar de la Puerta de Marchena. Se encuentra en el municipio de Carmona, (Sevilla) España. Este edificio fue construido por Pedro I de Castilla, al igual que el Palacio de Pedro I del Real Alcázar de Sevilla.
Se encuentra situado en la calle Los Alcázares de la localidad, se accede a él por un gran arco de herradura apuntado, el patio de armas está defendido por tres torres y desde la terraza se tiene una buena perspectiva de la Vega de Carmona.
El alcalde Francisco Ojeda Montero inauguró el Parador del Alcázar del Rey Don Pedro el 30 de marzo de 1976. Asistieron los reyes eméritos de España, Juan Carlos I y Sofía.

## Historia
El origen del Palacio probablemente sea musulmán y esta fortaleza podría haber sido usada por los birzalíes para poner en jaque a la Taifa de Sevilla. Tras la Reconquista fue tomado por los cristianos y reconstruido. Situado al oeste del recinto amurallado y en el punto más alto de Carmona, Pedro I lo hizo restaurar en el siglo XIV y lo convirtió en uno de sus palacios favoritos, presentaba una gran semejanza con el Real Alcázar de Sevilla, ya que a este rey le apasionaba el estilo mudéjar. Los Reyes Católicos levantaron el cubete y embellecieron las dependencias reales. Durante la epidemia de peste que asolaba Sevilla en 1649, se utilizó como hospital y como cementerio de las víctimas de esta enfermedad.
Fue severamente dañado por el terremoto de Carmona de 1504 y el terremoto de Lisboa de 1755. En 1871 se construyó en el interior una plaza de toros y en 1976 se construyó en el patio de armas el Parador Nacional de Turismo Alcázar del Rey Don Pedro. Fue declarado monumento de interés histórico-artístico el 3 de junio de 1931. Fue declarado Bien de Interés Cultural el 22 de junio de 1993.